# Tetanospasmine
Tetanospasmine (tetanustoxine, TeTx en TeNT) is een neurotoxine dat gemaakt wordt door de bacterie Clostridium tetani en vrijkomt tijdens de lyse van de cel. Tetanus is een gevolg van besmetting met de bacterie en het vrijkomen van het toxine. Tetanustoxine verplaatst zich via de bloedsomloop en het lymfesysteem. Tetanustoxine is actief in het hele zenuwstelsel met als gevolg verlamming en degeneratie van de betrokken synapsen, met in ongunstige gevallen de dood tot gevolg.
Het eiwit verplaatst zich via het lymfestelsel en de bloedcirculatie. De actie van het gif is niet specifiek voor een bepaalde transmitter, een bepaald type synaps, een bepaalde regio van het zenuwstelsel of voor een bepaald organisme. De reactie op het gif is verlamming en degeneratie van de geïntoxineerde synaps. Door het blokkeren van neurotransmissie kan de dood volgen.

## Historie
Er zijn geen duidelijke precursors bekend van het eiwit tetanustoxine. Het gif wordt gemaakt door de bacterie Clostridium tetani, maar het DNA-fragment dat codeert voor het eiwit is oorspronkelijk niet-bacterieel. Het DNA is ook gevonden in virusdeeltjes en in extrachromosomale elementen die afkomstig kunnen zijn van virussen en die alleen prokaryoten infecteren. Het voorkomen in virussen komt niet overeen met tetanustoxine, want dat heeft voornamelijk effect bij hogere eukaryoten.

## Structuur
De bacterie produceert één eiwitketen. Deze wordt in twee stukken geknipt door een protease. Zo ontstaat het actieve ‘twee-keten-eiwit’ bestaande uit de H-keten (Heavy-chain) van 100 kDa en de L-keten (Light-chain) van 50 kDa. Deze twee zijn met elkaar verbonden via één zwavelbrug. Een belangrijk aspect van de L-keten is het motief van een metallo-endopeptidase ‘HExxH’. De twee histidines coördineren een zinkatoom.

## Blootstelling/verspreiding
Tetanus ontstaat als een wond geïnfecteerd raakt met de tetanusbacterie, meestal door besmetting met straatvuil of uitwerpselen. Een kwart van de tetanuspatiënten loopt de ziekte echter via een andere weg op: als complicatie van brandwonden, zweren, gangreen, dood weefsel ten gevolge van een slangenbeet, oorinfecties met afscheiding, een miskraam of een bevalling ten gevolge van sepsis ('bloedvergiftiging'). De kans op tetanus bestaat ook bij een injectie in de spieren, vooral van middelen die weefselversterf veroorzaken (zoals kinine), en na een operatie.

De verspreiding van tetanustoxine gaat als volgt. TeNT bindt en initialiseert bij de motorische eindplaat. Via deze weg kan het gif de neuro-exocytose in het perifere zenuwstelsel blokkeren. Tetanustoxine gaat vanaf een bepaalde concentratie ook via axonaal retrograde transport naar de celkern van de motorische neuronen die in het ruggenmerg liggen. In het ruggenmerg gaat TeNT via transcytose naar een andere zenuwcel in het centrale zenuwstelsel, om daar aan de membraan te binden. Via deze weg kan het gif ook de neuro-exocytose in het centrale zenuwstelsel blokkeren.

## Werking/mechanisme
Het mechanisme kan beschreven worden als een vierstapsmechanisme:
- Stap 1, De binding
- Stap 2, De internalisatie
- Stap 3, Translocatie van de lichte keten
- Stap 4, Het blokkeren

### Stap 1: De Binding
De regio’s op het presynaptisch membraan waar TeNT bindt, zijn regio’s die rijk zijn aan cholesterol, gangliosides en glycofosfoinositol (GPI)-geankerde eiwitten. De H-keten zorgt voor de presynaptische binding aan de membraan. TeNT bindt met de C-terminale kant van de H-keten aan twee polysialoganglioside bindingsplaatsen op de presynaptische membraan. Met dezelfde kant van de H-keten bindt TeNT ook aan het GPI-geankerde eiwit Thy-1. Er is geen bindende rol gevonden voor de N-terminale kant van de H-keten.

Vanwege de hoge lokale concentratie wordt verwacht dat polysialogangliosides de initiële bindingsfactoren zijn. Ook is verwacht dat oligosacharides een rol spelen bij binding van TeNT. Er wordt gedacht dat oligosacharides die aan de glycoproteïnes zitten, werken als een soort antennes die de neurotoxine moleculen aantrekken vanuit de intersynaptische vloeistof en ze richting de bindingsplaatsen sturen. Door de vele interacties wordt verwacht dat de TeNT-receptorbinding irreversibel is.

### Stap 2: De Internalisatie
Het molecuul dat aan de receptor is gebonden, wordt met behulp van endocytose via een vesikel (blaasje) of een receptosoom de cel in gebracht. Chloroquine zorgt ervoor dat TeNT in de vesikel blijft.

### Stap 3: Translocatie van de lichte keten
De vesikel beweegt zich vervolgens naar een lysosoom die de pH in de vesikel verlaagt, waardoor er een structurele verandering in het molecuul ontstaat. Het resultaat van de verandering is dat de aminoterminus van de H-keten een kanaal door de membraan vormt en de L-keten in het cytoplasma terechtkomt. De gevormde kanalen zijn pH afhankelijk, omdat de aminoterminus een hydrofoob domein heeft dat niet tot expressie komt bij hoge pH. De vorming van kanalen wordt vooral gestimuleerd bij een pH gradiënt waarbij het grootste effect wordt bereikt als het molecuul zich aan de lage kant van de gradiënt bevindt.
Het initialiseren is energieafhankelijk en geïnhibeerd bij lage temperatuur en door stoffen zoals natriumazide en dinitrofenol2.
Het wordt gesuggereerd dat de N-terminale kant van de H-keten verantwoordelijk is voor de intracellulaire sortering van TeNT. Deze N-terminus is meer geconserveerd dan de C-terminus van de H-keten.

### Stap 4: Het Blokkeren
Eenmaal in het cytosol zal de zink-afhankelijke endopeptidase (His-Glu-Xxx-Xxx-His) van de L-keten ervoor dat de neuro-exocytose van de zenuwcel geblokkeerd wordt. Dit wordt geblokkeerd door het in tweeën knippen van de VAMP(vesicle associated membrane protein)/synaptobrevine, een integraalmembraaneiwit van SSV (small synaptic vesicles).
VAMP impliceert de fusie van vesikels met de celmembraan. Het neurotoxine knipt op één plaats binnen een geconserveerd stuk van elke VAMP. De door toxine geknipte VAMP is niet meer instaat om een hetrotrimerise syntax-in-VAMP-SNAP-25 complex te vormen. Dit is het complex wat normaal zou bemiddelen in de fusie van de neurotransmitter-bevattende SSV met de presynaptische membraan.

Dit betekent dat de exocytose van neurotransmitters niet meer plaats kan vinden. Verder blijken Glu-271 en Tyr-375, die direct gecoördineerd zijn naar het zink atoom, essentieel te zijn voor de proteolytische activiteit van TeNT7. Hoe deze aminozuren exact meewerken is niet bekend, maar het idee bestaat (met de kennis van de 3D-structuur) dat Tyr de hydrolyse reactie assisteert, door een proton te doneren aan het amide van VAMP Phe 77, om samen met een gebonden watermolecuul de vertrekkende groep te stabiliseren.

## Metabolisme
Over het metabolisme van tetanus toxine is niets bekend.

## Toxiciteit
De expressie van het gif kan gedragsstoornissen veroorzaken. Het gif kan fatale afloop kennen bij inhalatie of als het in een wond terechtkomt. Bij infectie van tetanus is er algemeen een kans van sterven van 32%, voor mensen jonger dan 60 is die kans 13% en voor mensen ouder dan 60 52%. Voor mildere vormen van tetanus is die kans 6% en voor ernstige gevallen zelfs 60%. Vroege vaststelling van de infectie verhoogt de overlevingskans aanzienlijk. De dodelijke dosis voor de mens bedraagt minder dan 2,5 nanogram per kilogram lichaamsgewicht. Voor konijnen ligt die waarde tussen de 0,05-5 ng/kg, voor muizen 1 ng/kg en voor cavia’s circa 0,3 ng/kg. Deze dodelijke dosis is nog veel lager als die direct wordt toegediend in de ruggengraat. Wordt een lagere dosis toegediend dan de dodelijke dan heeft dat effect op de spieren die stijf en onbuigzaam worden. Bij orale toediening is een veel grotere hoeveelheid nodig om giftig te zijn, de LD50 waarde ligt tot 1,2 miljoen keer hoger dan die voor in de buikholte. Bij infectie van een wond kan de tetanustoxine zich transporteren door de axonen naar de ruggengraat waar het voor ongecontroleerde contracties kan zorgen, ongecontroleerde contracties is een algemeen symptoom van tetanus.

### Halveringstijd
De halveringstijd (een maat voor de verblijfsduur in het lichaam) voor het tetanus toxine is 5,7 dagen, hierbij is er verschil meetbaar tussen de zware (4,4 dagen) en de lichte keten (5,3 dagen). Deze halveringstijden zijn in overeenstemming met de lange duur van klinische tetanus. Ondanks de lange halveringstijd lijkt de afbraak van TeNT een belangrijk mechanisme voor het herstel van de synaptische functie.